# Lamsongkram Chuwattana
Lamsongkram Chuwattana (in thailandese ลำสงคราม ชูวัฒนะ; Chaiyaphum, 12 dicembre 1983) è un thaiboxer thailandese.
Ha un record attuale di 243-45-7, con 50 successi prima del limite. Attualmente si allena al Chuwattana Gym sotto la tutela di Kongdet Chuwattana